# Gers
Gers là một tỉnh của Pháp, thuộc vùng hành chính Occitanie, tỉnh lỵ Auch, bao gồm 3 quận với các quận lỵ còn lại là: Condom, Mirande.